# Francis "Rocco" Prestia
Francis «Rocco» Prestia (Sonora, California, 7 de marzo de 1951-Las Vegas, Nevada, 29 de septiembre de 2020) fue un músico estadounidense, bajista oficial de la legendaria banda de Funk Tower of Power y reconocido unánimemente como una de las figuras más relevantes en la historia de su instrumento.

## Biografía
Nacido el 7 de marzo de 1951, en la localidad californiana de Sonora, Francis comenzó siendo aún adolescente, con la guitarra eléctrica. Cuando realizó una prueba para el grupo de Emilio Castillo, el futuro líder del Tower of Power, este le convenció para que tocase el bajo en la banda.
El propio Prestia recuerda que hubo una conéxión "inmediata e incendiaria" con el batería del grupo, David Garibaldi, con quien establecería uno de los binomios rítmicos más originales e influyentes de la historia: el estilo rápido y nervioso del baterista cuajaba perfectamente con el enfoque seco y percusivo del bajista, y la combinación resultante, junto con la potente sección de vientos de la banda, definiría en adelante el sonido del famoso grupo, con el que continuaría trabajando en las tres décadas siguientes.
Gravemente enfermo en los últimos años, varios amigos y seguidores crearon una página web con el objetivo de ayudar a reunir el dinero necesario para pagar los gastos médicos del artista. Finalmente, en 2005, Francis fue sometido a un delicado trasplante de hígado, y desde entonces ha reiniciado lentamente su actividad profesional. 

## Valoración y Técnica
Francis "Rocco" Prestia ha construido uno de los pilares sobre los que se asienta el Bajo eléctrico moderno, y es, sobre todo, un maestro en la técnica de dedos aplicada al funk, que ejecuta de un modo muy personal: muteando ligeramente las cuerdas con la mano izquierda, Prestia obtiene un característico sonido seco y percusivo con el que desarrolla frecuentemente líneas en semicorcheas que hacen su sonido inconfundible. 
Junto con James Jamerson , Stanley Clarke, Anthony Jackson y el gran Alphonso Johnson, "Rocco" Prestia forma parte de la generación de bajistas que - precediéndola en el tiempo- facilitaron la gran revolución que trajo consigo Jaco Pastorius a mediados de los años '70. La influencia de Prestia Sobre Jaco, que este reconocía abiertamente, es ya evidente en cortes clásicos de Tower of Power, como el famoso "What's Hip" de 1973.
A su vez, el bajista cita a James Jamerson y a los diferentes músicos que trabajaron para James Brown (Bootsy Collins en particular ) como sus principales influencias.
En cuanto a sus herramientas de trabajo, siempre se ha asociado a Prestia con los Fender Precision, pero en los últimos años mantiene un contrato de "endorsement" con la firma Conklin, que ha construido exclusivamente para Rocco uno de los pocos instrumentos de cuatro cuerdas que mantiene en su catálogo.

## Discografía conTower of Power
- East Bay Grease (1970)
- Bump City (1972)
- Tower of Power (1973)
- Back To Oakland (1974)
- In The Slot (1975)
- Urban Renewal (1975)
- Live and in Living Color (1976)
- Ain't Nothin' Stoppin' Us Now (1976)
- We Came to Play (1978)
- Back on the Streets (1979)
- Power (1988)
- Monster On A Leash (1991)
- T.O.P. (1993)
- Souled Out (1995)
- Rhythm & Business (1997)
- Direct Plus (1997)
- Direct Plus (1997)
- Soul Vaccination Live (1999)
- Dinosaur Tracks (2000)
- Oakland Zone (2003)
- The Great American Soul Book (2009)

## Discografía como solista
- Everybody on the Bus! (1999)